# Blast Paris Major 2023
El BLAST.tv Paris Major 2023, también conocido como BLAST.tv Major 2023 o París 2023, fue el decimonoveno y último Campeonato Major de Counter-Strike: Global Offensive. Se llevó a cabo en París, Francia, en el Accor Arena del 8 al 21 de mayo de 2023. Veinticuatro equipos se clasificaron para el evento, que contó con un premio de 1 250 000 dólares, a través de rankings regionales de majors. Fue el primer torneo de Campeonato Major organizado por BLAST. Team Vitality ganó el major, derrotando a GamerLegion en la gran final por 2-0.

## Antecedentes
Counter-Strike: Global Offensive, también conocido como CS:GO, es un videojuego multijugador de disparos en primera persona desarrollado por Hidden Path Entertainment y Valve Corporation. Es el cuarto juego de la serie Counter-Strike. En el ámbito profesional de CS:GO, los Majors patrocinados por Valve son los torneos más prestigiosos.
Los campeones defensores del Major eran Virtus.pro, quienes ganaron su segundo campeonato Major en el IEM Rio Major 2022. Virtus.pro fueron eliminados por MOUZ durante las clasificaciones para el Major europeo, convirtiéndose en los primeros campeones defensores del Major en no clasificar para el siguiente Major.
Este evento fue el último torneo Major de Counter-Strike: Global Offensive, ya que el juego sería sucedido por Counter-Strike 2, y el primer torneo Major de ese juego estaba programado para marzo de 2024.

## Formato
Veinticuatro equipos se clasificaron para el torneo. Dieciséis equipos se clasificaron para la Etapa de Retadores, mientras que ocho equipos recibieron un bye para la Etapa de Leyendas. En la Etapa de Retadores, 16 equipos participaron en un bracket suizo. Los ocho mejores equipos avanzaron y se unieron a los ocho equipos que recibieron un bye en la Etapa de Leyendas. Los ocho mejores equipos de la Etapa de Leyendas avanzaron a la Etapa de Campeones. La Etapa de Campeones fue un torneo de eliminación simple, donde cada partido fue al mejor de 3.

### Pool de mapas
- Anubis
- Mirage
- Inferno
- Nuke
- Ancient
- Overpass
- Vertigo

## Equipos

### Leyendas
- Natus Vincere
- 9INE
- Furia Esports
- Fnatic
- Heroic
- Into The Breach
- Bad News Eagles
- Team Vitality

### Retadores
- paiN Gaming
- GamerLegion
- Apeks
- OG
- G2 Esports
- FORZE
- Ninjas in Pyjamas
- Monte

### Contendientes
- MOUZ
- Team Liquid
- Grayhound Gaming
- Complexity Gaming
- The Mongolz
- Fluxo
- ENCE
- FaZe Clan

## Clasificación
La clasificación se llevó a cabo a través de 3 eventos de Clasificación Regional Mayor (RMR) para determinar las clasificaciones para las regiones geográficas. Las 3 regiones fueron Europa, América y Asia. Cada región recibió un cierto número de lugares en el Major en París en función del rendimiento de los equipos de la misma región en el IEM Rio Major 2022.
Los torneos RMR se llevaron a cabo en las siguientes ciudades:
- RMR europeos: Copenhague, Dinamarca: 6–9 de abril (Grupo A) y 11–15 de abril (Grupo B).
- RMR americano: Monterrey, México: 5–9 de abril.
- RMR asiático: Ulaanbaatar, Mongolia: 4–8 de abril.

### Resultados
| Región                               | Leyendas                                                     | Retadores                                        | Contendientes                             | Ref.  |
| ------------------------------------ | ------------------------------------------------------------ | ------------------------------------------------ | ----------------------------------------- | ----- |
| Europa A                             | - Natus Vincere - Into The Breach - fnatic - Bad News Eagles | - GamerLegion - Apeks - OG                       | - MOUZ                                    | [ 8 ] |
| Europa B                             | - Heroic - 9INE - Vitality                                   | - G2 Esports - FORZE - Ninjas in Pyjamas - Monte | - ENCE                                    | [ 8 ] |
| América                              | - FURIA                                                      | - paiN Gaming                                    | - Team Liquid - Complexity Gaming - Fluxo | [ 8 ] |
| Asia                                 |                                                              |                                                  | - Grayhound Gaming - The Mongolz          | [ 8 ] |
| Clasificatorio de Última Oportunidad |                                                              |                                                  | - FaZe                                    | [ 8 ] |

## Etapa de retadores
Actualizado al 11 de mayo de 2023.
| Pos | Equipo            | G | P | RG  | RP  | DR  | Clasificación                        |
| --- | ----------------- | - | - | --- | --- | --- | ------------------------------------ |
| 1   | G2                | 3 | 0 | 64  | 34  | +30 | Clasificación a la etapa de leyendas |
| 2   | ENCE              | 3 | 0 | 76  | 52  | +24 | Clasificación a la etapa de leyendas |
| 3   | Apeks             | 3 | 1 | 91  | 80  | +11 | Clasificación a la etapa de leyendas |
| 4   | Ninjas in Pyjamas | 3 | 1 | 76  | 65  | +11 | Clasificación a la etapa de leyendas |
| 5   | FaZe Clan         | 3 | 1 | 101 | 93  | +8  | Clasificación a la etapa de leyendas |
| 6   | Monte             | 3 | 2 | 110 | 92  | +18 | Clasificación a la etapa de leyendas |
| 7   | GamerLegion       | 3 | 2 | 126 | 110 | +16 | Clasificación a la etapa de leyendas |
| 8   | Team Liquid       | 3 | 2 | 133 | 107 | +26 | Clasificación a la etapa de leyendas |
| 9   | Grayhound Gaming  | 2 | 3 | 73  | 104 | -31 | Eliminado                            |
| 10  | paiN Gaming       | 2 | 3 | 107 | 109 | -2  | Eliminado                            |
| 11  | FORZE             | 2 | 3 | 94  | 100 | -6  | Eliminado                            |
| 12  | OG                | 1 | 3 | 75  | 86  | -11 | Eliminado                            |
| 13  | The MongolZ       | 1 | 3 | 62  | 75  | -13 | Eliminado                            |
| 14  | Complexity Gaming | 1 | 3 | 43  | 75  | -32 | Eliminado                            |
| 15  | Fluxo             | 0 | 3 | 53  | 75  | -22 | Eliminado                            |
| 16  | MOUZ              | 0 | 3 | 37  | 64  | -27 | Eliminado                            |

## Etapa de leyendas
Actualizado al 16 de mayo de 2023.
| Pos | Equipo            | G | P | RG  | RP  | DR  | Clasificación                         |
| --- | ----------------- | - | - | --- | --- | --- | ------------------------------------- |
| 1   | Heroic            | 3 | 0 | 75  | 56  | +19 | Clasificación a la etapa de campeones |
| 2   | Vitality          | 3 | 0 | 64  | 49  | +15 | Clasificación a la etapa de campeones |
| 3   | Team Liquid       | 3 | 1 | 106 | 86  | +20 | Clasificación a la etapa de campeones |
| 4   | Monte             | 3 | 1 | 90  | 70  | +20 | Clasificación a la etapa de campeones |
| 5   | GamerLegion       | 3 | 1 | 74  | 55  | +19 | Clasificación a la etapa de campeones |
| 6   | Apeks             | 3 | 2 | 95  | 97  | -2  | Clasificación a la etapa de campeones |
| 7   | Into The Breach   | 3 | 2 | 112 | 98  | +14 | Clasificación a la etapa de campeones |
| 8   | Faze Clan         | 3 | 2 | 140 | 137 | +3  | Clasificación a la etapa de campeones |
| 9   | Navi              | 2 | 3 | 94  | 137 | -24 | Eliminado                             |
| 10  | Fnatic            | 2 | 3 | 120 | 133 | -13 | Eliminado                             |
| 11  | Ninjas In Pyjamas | 2 | 3 | 101 | 95  | +6  | Eliminado                             |
| 12  | ENCE              | 1 | 3 | 53  | 73  | -20 | Eliminado                             |
| 13  | G2 Esports        | 1 | 3 | 101 | 95  | +6  | Eliminado                             |
| 14  | Bad News Eagles   | 1 | 3 | 78  | 83  | -5  | Eliminado                             |
| 15  | 9INE              | 0 | 3 | 40  | 64  | -24 | Eliminado                             |
| 16  | FURIA Esports     | 0 | 3 | 30  | 64  | -34 | Eliminado                             |

## Etapa de campeones
Con ocho equipos restantes, la etapa final del Major fue un bracket de eliminación simple, con todos los partidos jugados al mejor de 3 mapas.

### Bracket
|  | Cuartos de final | Cuartos de final | Cuartos de final | Cuartos de final | Cuartos de final |    |        | Semifinales | Semifinales | Semifinales | Semifinales | Semifinales |  |             | Final       | Final | Final | Final | Final |  |
|  |                  |                  |                  |                  |                  |    |        |             |             |             |             |             |  |             |             |       |       |       |       |  |
|  |                  |                  |                  |                  |                  |    |        |             |             |             |             |             |  |             |             |       |       |       |       |  |
|  | 1                | Heroic           | 16               | 12               | 16               |    |        |             |             |             |             |             |  |             |             |       |       |       |       |  |
|  | 1                | Heroic           | 16               | 12               | 16               |    |        |             |             |             |             |             |  |             |             |       |       |       |       |  |
|  | 8                | FaZe Clan        | 14               | 16               | 6                |    |        |             |             |             |             |             |  |             |             |       |       |       |       |  |
|  | 8                | FaZe Clan        | 14               | 16               | 6                |    | Heroic | Heroic      | 16          | 14          | 6           |             |  |             |             |       |       |       |       |  |
|  |                  |                  |                  |                  |                  |    | Heroic | Heroic      | 16          | 14          | 6           |             |  |             |             |       |       |       |       |  |
|  |                  |                  | GamerLegion      | GamerLegion      | 13               | 16 | 16     |             |             |             |             |             |  |             |             |       |       |       |       |  |
|  | 4                | Monte            | GamerLegion      | GamerLegion      | 13               | 16 | 16     | 10          | 3           | –           |             |             |  |             |             |       |       |       |       |  |
|  | 4                | Monte            |                  |                  |                  |    |        |             |             | –           |             |             |  |             |             |       |       |       |       |  |
|  | 5                | GamerLegion      | 16               | 16               | –                |    |        |             |             |             |             |             |  |             |             |       |       |       |       |  |
|  | 5                | GamerLegion      | 16               | 16               | –                |    |        |             |             |             |             |             |  | GamerLegion | GamerLegion | 6     | 13    | –     |       |  |
|  |                  |                  |                  |                  |                  |    |        |             |             |             |             |             |  | GamerLegion | GamerLegion | 6     | 13    | –     |       |  |
|  |                  |                  | Vitality         | Vitality         | 16               | 16 | –      |             |             |             |             |             |  |             |             |       |       |       |       |  |
|  | 3                | Team Liquid      | Vitality         | Vitality         | 16               | 16 | –      | 10          | 11          | –           |             |             |  |             |             |       |       |       |       |  |
|  | 3                | Team Liquid      |                  |                  |                  |    |        |             |             | –           |             |             |  |             |             |       |       |       |       |  |
|  | 6                | Apeks            | 16               | 16               | –                |    |        |             |             |             |             |             |  |             |             |       |       |       |       |  |
|  | 6                | Apeks            | 16               | 16               | –                |    | Apeks  | Apeks       | 14          | 12          | –           |             |  |             |             |       |       |       |       |  |
|  |                  |                  |                  |                  |                  |    | Apeks  | Apeks       | 14          | 12          | –           |             |  |             |             |       |       |       |       |  |
|  |                  |                  | Vitality         | Vitality         | 16               | 16 | –      |             |             |             |             |             |  |             |             |       |       |       |       |  |
|  | 2                | Vitality         | Vitality         | Vitality         | 16               | 16 | –      | 16          | 16          | –           |             |             |  |             |             |       |       |       |       |  |
|  | 2                | Vitality         |                  |                  |                  |    |        |             |             | –           |             |             |  |             |             |       |       |       |       |  |
|  | 7                | Into The Breach  | 11               | 12               | –                |    |        |             |             |             |             |             |  |             |             |       |       |       |       |  |
|  | 7                | Into The Breach  | 11               | 12               | –                |    |        |             |             |             |             |             |  |             |             |       |       |       |       |  |
|  |                  |                  |                  |                  |                  |    |        |             |             |             |             |             |  |             |             |       |       |       |       |  |

## Clasificación final
Las clasificaciones finales se muestran a continuación. Además, se muestra la distribución de premios, la semilla para el próximo major, la lista de jugadores y los entrenadores. El líder del juego de cada equipo se muestra primero.
| Posición  | Premio    | Equipo            | Semilla                       | Plantilla                                      | Entrenador |
| --------- | --------- | ----------------- | ----------------------------- | ---------------------------------------------- | ---------- |
| 1.º       | $ 500 000 | Team Vitality     | PGL Major Copenhagen 2024 RMR | apEX, ZywOo, dupreeh, Magisk, Spinx            | zonic      |
| 2.º       | $ 170 000 | GamerLegion       | PGL Major Copenhagen 2024 RMR | siuhy, iM, acoR, isak, Keoz                    | ashhh      |
| 3.º-4.º   | $ 80 000  | Apeks             | PGL Major Copenhagen 2024 RMR | kyxsan, nawwk, jL, jkaem, STYKO                | kuben      |
| 3.º-4.º   | $ 80 000  | Heroic            | PGL Major Copenhagen 2024 RMR | cadiaN, TeSeS, stavn, jabbi, sjuush            | Xizt       |
| 5.º-8.º   | $ 45 000  | Team Liquid       | PGL Major Copenhagen 2024 RMR | nitr0, EliGE, oSee, NAF, YEKINDAR              | daps       |
| 5.º-8.º   | $ 45 000  | FaZe Clan         | PGL Major Copenhagen 2024 RMR | karrigan, rain, Twistzz, broky, ropz           | RobbaN     |
| 5.º-8.º   | $ 45 000  | Monte             | PGL Major Copenhagen 2024 RMR | sdy, Woro2k, DemQQ, BOROS, kRaSnaL             | –          |
| 5.º-8.º   | $ 45 000  | Into the Breach   | PGL Major Copenhagen 2024 RMR | Thomas, CYPHER, volt, rallen, CRUC1AL          | Juve       |
| 9.º-11.º  | $ 20 000  | Fnatic            | PGL Major Copenhagen 2024 RMR | mezii, FASHR, KRIMZ, roeJ, nicoodoz            | keita      |
| 9.º-11.º  |           | Natus Vincere     | PGL Major Copenhagen 2024 RMR | electroNic, Perfecto, s1mple, b1t, npl         | B1ad3      |
| 9.º-11.º  |           | Ninjas in Pyjamas | PGL Major Copenhagen 2024 RMR | Aleksib, k0nfig, REZ, Brollan, headtr1ck       | djL        |
| 12.º-14.º |           | G2 Esports        | PGL Major Copenhagen 2024 RMR | HooXi, NiKo, huNter-, m0NESY, jks              | Swani      |
| 12.º-14.º |           | ENCE              | PGL Major Copenhagen 2024 RMR | Snappi, dycha, NertZ, maden, SunPayus          | sAw        |
| 12.º-14.º |           | Bad News Eagles   | PGL Major Copenhagen 2024 RMR | SENER1, gxx-, sinnopsyy, rigoN, juanflatroo    | Devilwalk  |
| 15.º-16.º |           | FURIA Esports     | PGL Major Copenhagen 2024 RMR | arT, KSCERATO, yuurih, saffee, drop            | Devilwalk  |
| 15.º-16.º |           | 9INE              | PGL Major Copenhagen 2024 RMR | mynio, Goofy, hades, KEi, Kylar                | guerri     |
| 17.º-19.º | $ 10 000  | paiN Gaming       | –                             | biguzera, hardzao, NEKIZ, skullz, zevy         | bruno      |
| 17.º-19.º | $ 10 000  | FORZE Esports     | –                             | Jerry, zorte, shalfey, r3salt, Krad            | Fierce     |
| 17.º-19.º | $ 10 000  | Grayhound Gaming  | –                             | INS, Sico, aliStair, Liazz, Vexite             | –          |
| 20.º-22.º | $ 10 000  | Complexity Gaming | –                             | JT, hallzerk, FaNg, floppy, Grim               | T.c        |
| 20.º-22.º | $ 10 000  | The MongolZ       | –                             | bLitz, Techno4K, Bart4k, hasteka, ANNIHILATION | maaRaa     |
| 20.º-22.º | $ 10 000  | OG                | –                             | niko, flameZ, degster, F1KU, NEOFRAG           | ruggah     |
| 23.º-24.º | $ 10 000  | MOUZ              | –                             | dexter, JDC, torzsi, frozen, xertioN           | sycrone    |
| 23.º-24.º | $ 10 000  | Fluxo             | –                             | WOOD7, V$M, felps, Lucaozy, history            | zews       |